# Бодегравен
Бодегравен — город и бывший муниципалитет в голландской провинции Южная Голландия. Муниципалитеты Bodegraven и Reeuwijk были объединены 1 января 2011 года в единый муниципалитет — Bodegraven-Reeuwijk. В состав бывшего муниципалитета Бодегравен также входят общины Meije и Nieuwerbrug. Ближайший аэропорт находится в 25 км (Схипхол).

## История

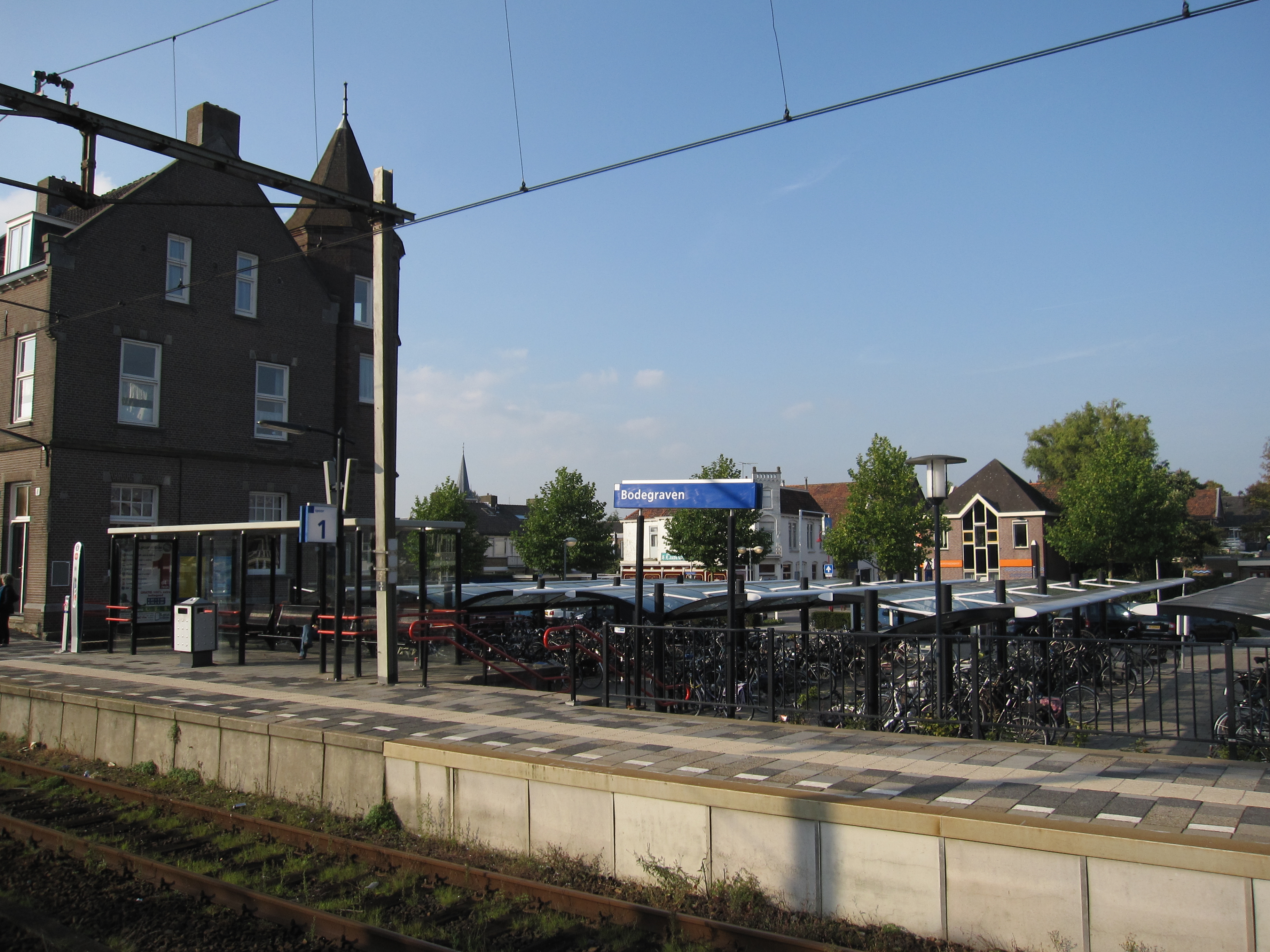
Железнодорожная станция — Бодегравен

Местность, где сегодня располагается Бодегравен, была известной уже во времена Римских походов. В то время он был лимесом северной границы Римской империи. Римский лимес организовывал много военных и коммерческих мероприятий. Здесь были построены лагеря, порты и дороги, которые охраняли римские легионеры и вспомогательные войска. Благодаря этому, в местности вокруг лимеса стали возникать поселения, в том числе и будущий Бодегравен. Существуют сведения о том, что около 1050 года вокруг церкви существовало поселение. Около двух столетий длились споры о праве собственности между епископом Утрехта и графами Голландии, которым город был передан в ленное владение. Постепенно, положение графов Голландии становилось сильнее и в конце концов поселение было присоединено к графству Голландия. В позднем средневековье болотистая местность вокруг Бодегравена была расчищена. После того как около 1350 года было закончено строительство замка, Бодегравен навсегда получил привилегии и статус города. В 1672 году, когда длилась война между Республикой Соединенных провинций Нидерландов и Англией с Францией, город Бодегравен был включен в так называемую Голландскую водную линию. Последняя впоследствии была затоплена, чтобы сдерживать наступающих французов. Город Бодегравен процветал до 1870 года, когда, вследствие возгорания на пекарне, пожар уничтожил большую часть города. В ХХ-ом веке Бодегравен продолжает расширяться и его инфраструктура развивается (строится железная дорога, трасса международного назначения).

## География
Бодегравен расположен в самом центре провинции Южной Голландии. Находится в сравнительно одинаковом отдалении в 30 км от таких крупных городов как Амстердам, Роттердам, Гаага и Утрехт. Город находится на высоте 4 м над уровнем моря. По классификации климатов Кёппена, над территорией преобладает морской климат. Город расположен на обоих берегах реки Ауде-Рейн (одного из рукавов дельты Рейна).

## Экономика
Бодегравен известен как центр торговли сыром, однако традиционные сырные ярмарки больше не проводятся с 2001 года. До 2004 года действовал завод по изготовлению шампуня. Город позиционируется как звено логистики, где высокоразвиты перевозки как железнодорожным путём, как и магистралями международного назначения. Функционирует пивоварня под брендом «De Molen». Особая доля экономики приходится на сферу услуг в туризме. Высокое качество ресторанной сферы услуг отмечается как на государственном уровне (второе место во всенидерландском конкурсе кафе-мороженых), так и на международном (звезда мишлена присуждена местному ресторану). Благодаря прекрасной экологической ситуации местности — активно развивается торговля недвижимости (коттеджные районы около водоёмов).

## Развлечения
В Бодегравене существует много мест для комфортного отдыха и развлечений. Был открыт большой плавательный комплекс с 50-метровым открытым бассейном и поддержкой субтропического микроклимата. Интеллектуальная сфера представлена культурным центром — Evertshuis. В центре города находятся: общественная библиотека, фитнес-центр, театр, конференц-залы, и музей сыра. К югу от города расположена природно-заповедная зона с поселениями коттеджного типа и пляжами. Город представлен тремя футбольными клубами: (VV Bodegraven (VVB), Rohda '76 (Recht Op Het Doel Af), VV ESTO (Eendracht Strekt Tot Overwinning).

## Религия
Религиозная жизнь города Бодегравена достаточно разнообразная. В городе встречаются представители как основных верований, так и малораспространенных религиозных течений. Здесь располагаются:
- 2 евангелистских церкви;
- 4 протестантских церкви (включая Либеральную и Реформатскую Церкви);
- 1 Реформатскую Церковь;
- 1 мечеть;
- 1 приход Римско-католической церкви;
- церковь пятидесятников;
- собрание верующих.

Таким образом, в Бодегравене находится 11 различных религиозных центров.

## Известные уроженцы
- Jaap Beije (1927), олимпийский гребец;
- Jilles Beijen (1879—1954), крупный промышленник (производство сыра);
- Gijs Boer (1913—1973), священник Голландской Реформаторской церкви;
- Geert Kimpen (1965), писатель;
- Simone Kramer (1939), писательница, автор сочинений для детей;
- Pascal de Nijs (1979), футболист;
- Christine Pannebakker (1968), писательница;
- Antoon Veerman (1916—1993), политик;
- Ria van Velsen (1939), гимнастка;
- Wyco de Vries (1968), игрок олимпийской сборной по водному поло.

## Города побратимы
- Террассон-Лавильдьё, Франция;
- Тольна, Венгрия

## Галерея

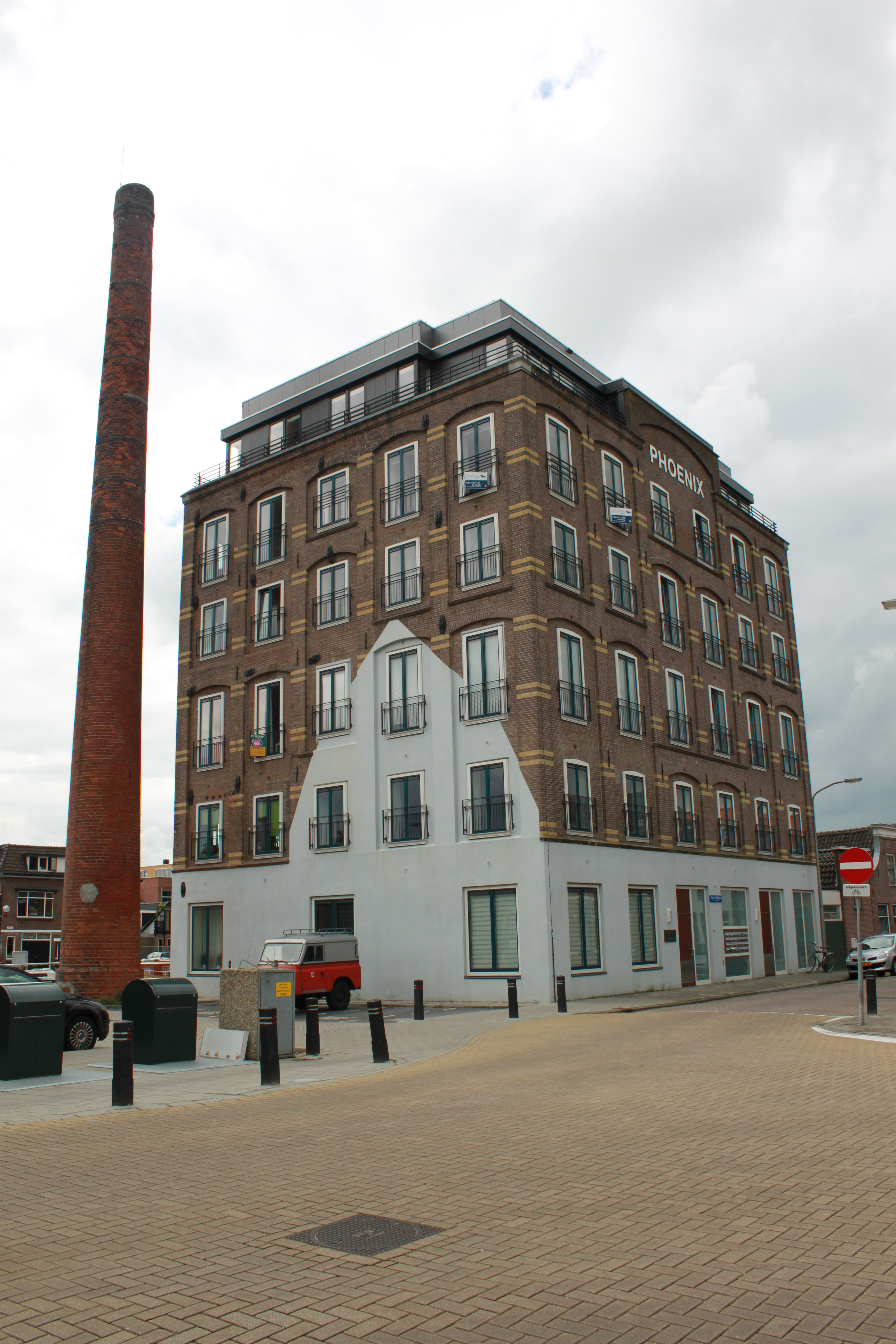
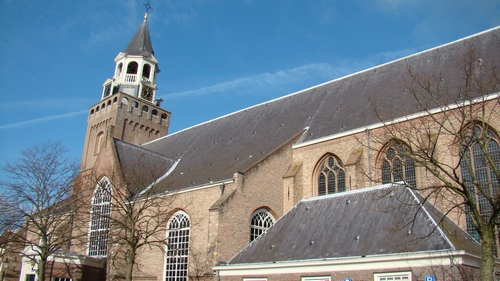
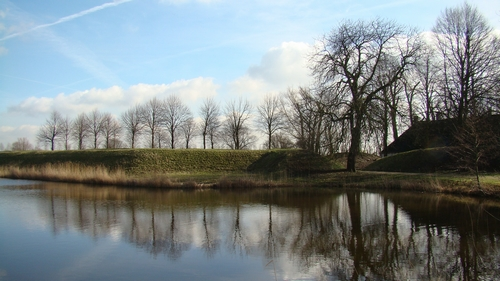
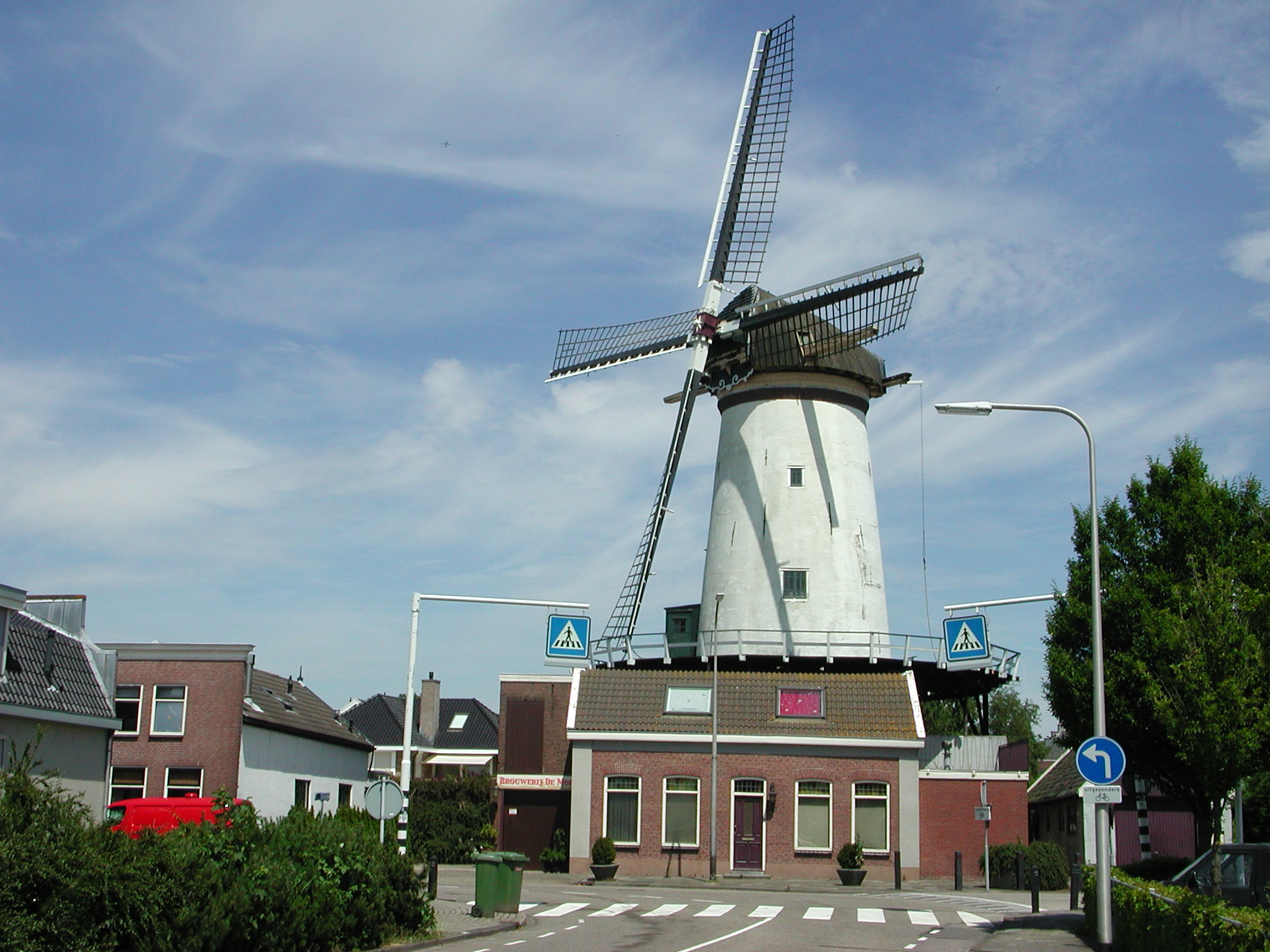
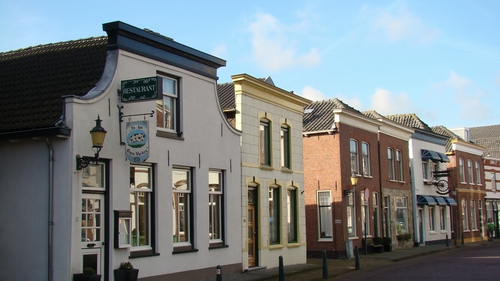